# Manuel Lara Rodríguez
Manuel Lara Rodríguez (1962 - 19 de junho de 2010) foi um político mexicano. Ele foi prefeito de Guadalupe, Chihuahua.